# カレン・ホーナイ
カレン・ホーナイ（Karen Horney, 1885年9月16日 - 1952年12月4日）は、精神科医、精神分析家。新フロイト派とされる。

## 経歴
ドイツのハンブルク郊外の高級住宅街ブランケネーゼにフランドル系（オランダ系）の家庭に生まれた。

## 研究内容・業績
精神分析の男性中心的な部分（女児の男根願望など）を批判した。フェミニズムにも影響を与えた。
日本でもその著作は注目され、『ホーナイ全集』全7巻（我妻洋, 安田一郎 編、誠信書房）がある。

## 著作
1. 女性の心理 （安田一郎, 我妻洋, 佐々木譲訳、1982年)
2. 現代の神経症的人格 （我妻洋訳、1973年）
3. 精神分析の新しい道 （安田一郎訳、1972年）
4. 自己分析 （霜田静志, 國分康孝訳、1998年）
5. 心の葛藤 （我妻洋, 佐々木譲訳、1981年）
6. 神経症と人間の成長 （榎本譲, 丹治竜郎訳、1998年）
7. 精神分析とは何か （我妻洋, 川口茂雄, 西上裕司訳、1976年）